# Fechamentos e cancelamentos em decorrência dos ataques de 11 de setembro
Houve muitos fechamentos e cancelamentos por consequência dos ataques de 11 de setembro de 2001, incluindo os principais monumentos, edifícios, bem como adiamento ou cancelamento de grandes eventos desportivos. Pontos turísticos foram fechados principalmente devido a receios de que estes poderiam ser atacados. Em alguns lugares, ruas que conduziam a instituições importantes também foram fechadas. A reabertura desses locais ocorreu com reforço na segurança. Muitos estados declararam estado de emergência.

## Fechamentos
- Todas as aeronaves no espaço aéreo americano foram aterrissadas. Os voos internacionais com destino aos Estados Unidos foram enviados para aeroportos do Canadá, numa operação que ficou conhecida como Yellow Ribbon;
- As bolsas de valores do Wall Street não foram abertas em 11 de setembro, sendo reabertas em 17 de setembro;
- O Monumento a Washington;
- A Estátua da Liberdade e a Ellis Island;
- O Capitólio de Virgínia;
- Outros pontos turísticos dos Estados Unidos, incluindo o Obelisco Espacial, em Seattle;
- Todos os edifícios federais de Washington, DC, incluindo a Casa Branca. Cerca de um milhão de funcionários públicos federais dos Estados Unidos foram dispensados em 11 de setembro;
- NASA, incluindo todos os centros de campo, bem como a sua sede em Washington;[1]
- O edifício da Suprema Corte dos Estados Unidos da América;
- Resorts e parques temáticos:
  - Disneylândia e Knotts Berry Farm (somente em 11 de setembro);[2]
  - Walt Disney World (somente em 11 de setembro);
  - Universal Studios Florida;
  - SeaWorld;
- Todos os estúdios de televisão e cinema de Hollywood;
- Todos os edifícios federais e estaduais de Massachusetts.

## Evacuações
- Sede das Nações Unidas em Nova Iorque;
- Sears Tower em Chicago;[2]
- John Hancock Tower em Boston;[2]
- Vários arranha-céus em Houston;
- Transamerica Pyramid em São Francisco;
- Renaissance Center em Detroit;
- Algumas regiões de Washington, DC, e Nova Iorque;
- Canary Wharf e Stock Exchange Tower em Londres;
- Empire State Building, em Nova Iorque, diversas vezes por ameaças de atentado;
- HSBC em Buffalo, NY;
- AXA em Syracuse, NY;
- Sedes do Bank of America e Wachovia em Charlotte, Carolina do Norte;
- Tribune Studios;
- Parques temáticos Walt Disney World.

## Cancelamentos
- A turnê mundial do álbum  Invincible (álbum de Michael Jackson)
- Shows do Teatro Broadway até o dia 13 de setembro;[3]
- Eventos desportivos nos Estados Unidos:
  - Major League Baseball: todos os jogos até o domingo, 16 de setembro;
  - Minor League Baseball;
  - National Football League;
  - NASCAR;
  - Division I;
  - Corrida Army Ten-Miler no Pentágono;
- Eventos desportivos no mundo;
  - Jogos de futebol da UEFA programados para 12 e 13 de setembro;
  - Todos os jogos da Canadian Football League;
- Votações de 11 de setembro nas eleições primárias em Nova Iorque foram interrompidas; em Syracuse e Buffalo, foram adiadas;
- O canal por assinatura Cartoon Network cancelou a exibição da série Mobile Suit Gundam após os atentados, pois tem como tema principal a guerra. O canal também retirou um episódio de Cowboy Bebop que tratava de bombardeios terroristas da lista de desenhos exibidos no programa Adult Swim;
- O game show Wait Wait… Don't Tell Me! não foi transmitido pela NPR no dia 15 de setembro;
- O episódio dois da série The Amazing Race não foi ao ar no dia 12 de setembro;

## Adiamentos
- Os prêmios Emmy marcados para 16 de setembro de 2001, após serem remarcados duas vezes, foram adiados para 4 de novembro do mesmo ano.